# NGC 4759
NGC 4759 (NGC 4776, NGC 4778) é uma galáxia espiral (S0-a) localizada na direcção da constelação de Virgo. Possui uma declinação de -09° 12' 14" e uma ascensão recta de 12 horas, 53 minutos e 05,7 segundos.
A galáxia NGC 4759 foi descoberta em 5 de Maio de 1836 por John Herschel.